# Chris Andrews (Politiker)

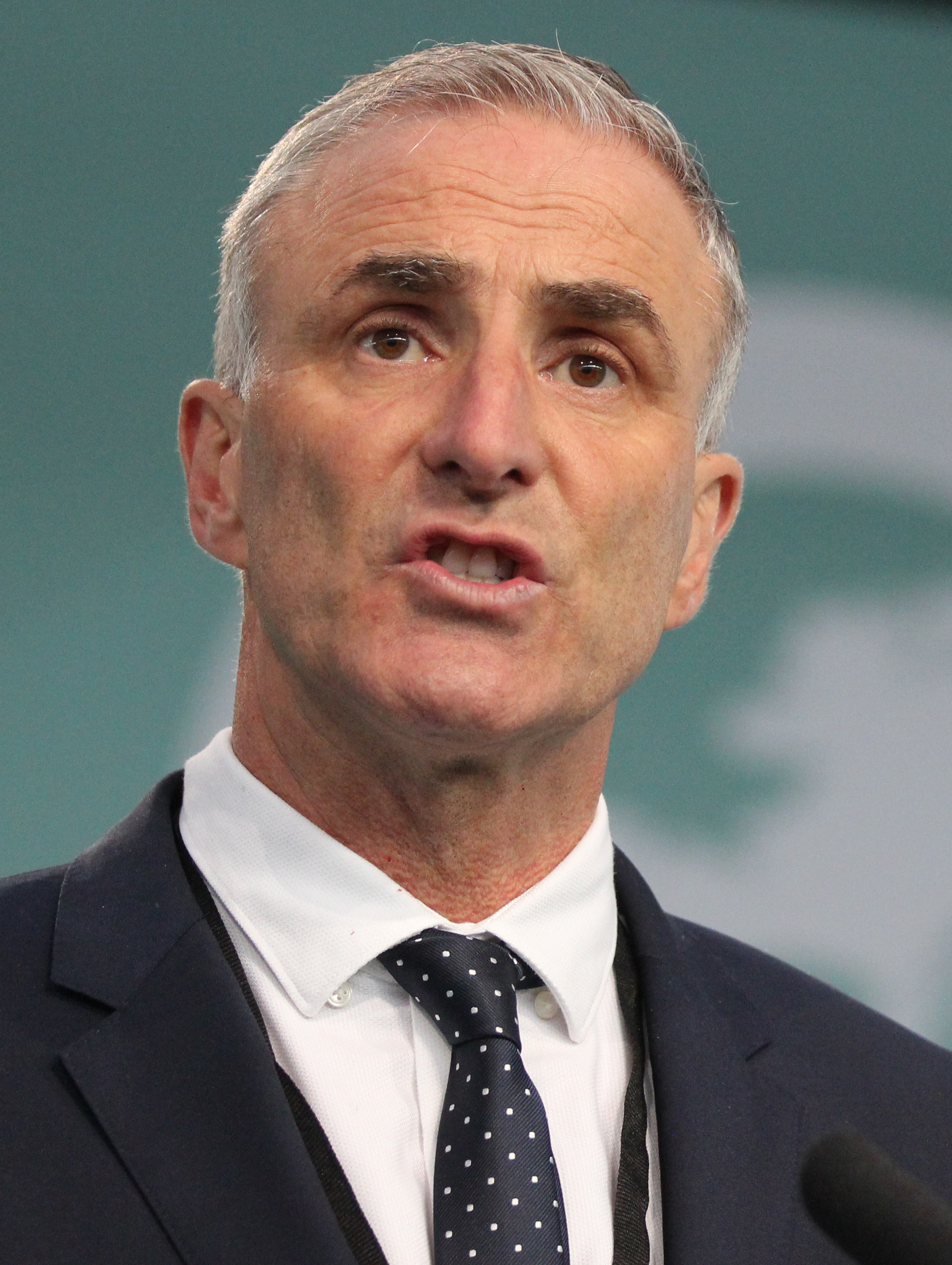
Chris Andrews (2023)

Chris Andrews (* 25. Mai 1964 in Dublin) ist ein irischer Politiker der Sinn Féin (bis 2012: Fianna Fáil).

## Leben
Nach seiner Schulausbildung studierte er an der Maynooth University und schloss dort als Sozialarbeiter ab. 
Andrews wurde in die Politikerfamilie Andrews geboren. Sein Vater Niall Andrews war Staatsminister für die Umwelt und Mitglied des Europaparlaments gewesen. Sein Onkel David Andrews war nahezu 37 Jahre Abgeordneter im Dáil Éireann und langjähriger Minister in unterschiedlichen Regierungen. Sein Cousin Barry Andrews war ebenfalls Abgeordneter und gehört dem Europaparlament an. 
1999 wurde er erstmals in den Dublin City Council für Pembroke für die Fianna Fáil gewählt. Bei den Wahlen 2002 versuchte er zunächst einen Sitz im Dáil Éireann, dann im Seanad Éireann zu erzielen. Beide Male ohne Erfolg. 2004 verlor er auch sein Mandat im Dublin City Council. Auf Grund des Ausscheidens von Garry Keegan zog er 2006 wieder in den Rat ein.
Mit Erfolg konnte er aber 2007 bei den Wahlen zum Dáil Éireann für den Wahlkreis Dublin South East einziehen. Den Sitz verlor er wieder bei den Wahlen 2011. 2012 trat er aus der Fianna Fáil aus, nachdem er sich über die sozialen Medien kritisch über Parteikollegen geäußert hatte. 2013 trat er der Sinn Féin bei. Er konnte zwar 2014 und 2019 wieder einen Sitz im Dublin City Council erringen. Bei den Wahlen zum Dáil Éireann 2016 war er jedoch wiederum erfolglos. 
Bei den Wahlen zum Dáil Éireann 2020 trat er als Kandidat der Sinn Féin im Wahlkreis Dublin Bay South an und wurde gewählt. Er konnte den Erfolg bei den Wahlen 2024 jedoch nicht wiederholen. Es gelang ihm jedoch im Februar 2025, über die Arbeitnehmerliste in den Seanad Éireann einzuziehen.

## Privates
Chris Andrews ist mit Tina verheiratet, mit der er zwei Kinder hat.